# Tilleyiet

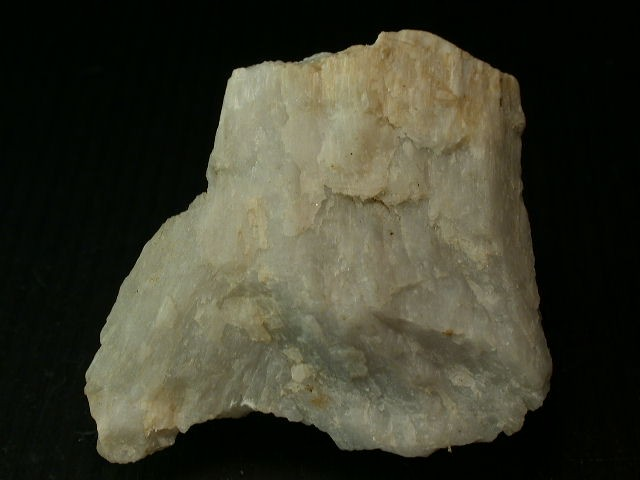
Tilleyiet

Het mineraal tilleyiet is een calcium-carbonaat-silicaat met de chemische formule Ca5Si2O7(CO3)2. Het behoort tot de sorosilicaten.

## Eigenschappen
Het doorschijnend tot doorzichtig kleurloze of witte tilleyiet heeft een witte streepkleur, een perfecte splijting volgens het kristalvlak [100] en een goede volgens [101]. De gemiddelde dichtheid is 2,84 en de hardheid is onbekend. Het kristalstelsel is monoklien en het mineraal is niet radioactief.

## Voorkomen
Het mineraal tilleyiet komt met name voor in contactmetamorfe kalksteen. De typelocatie is de Crestmore groeve, nabij Riverside, Riverside county, Californië, Verenigde Staten.